# Ґонсало Антон
Ґонсало Антон (ісп. Gonzalo Antón) — баскський підприємець, президент клубу «Депортіво Алавес» із міста Віторія-Гастейс. В 1998—2004 роках 32-й за ліком президент головного футбольного клубу Алави.

## Життєпис
Ґонсало Антон був із числа дрібної баскської знаті, але завдяки своїм непересічним здібностям та умілій комунікації йому вдалося добитися чимало успіхів в комерційно-бізнесовій сфері та спорті. Набувши знань, досвіду у війську, він повернувся на батьківщину і зайнявся своєю справою — відкривши невеличке кафе, яке, з роками, стало гастрономічною візитівкою столиці Алавесу. Згодом, він щораз розширяв свої фінансові та бізнесові апетити та можливості, ставши понад впливовою людиною краю. Тому, невдовзі, Ґонсало Антон став сосіос клубу і, з роками, його вплив зростав.
Йому випало прийти до клубу в часи його активного росту: коли про банкротство всі позабули, а команда добилася свого найгучнішого тріумфу, а потім розтратила набуток (намагаючись протиставити себе футбольним грандам Іспанії та Європи). Ґонсало Антон продовжував родинні фінансові справи і був активним партнером спортивного клубу, він ризикнув, і за сприяння Хосе Луїса Компаньйона (свого друга та незмінного менеджера-адміністратора клубу, майже 40 років) розпочав свої міні-реформи в 1998 році, ставши президентом клубу «Депортиво Алавес». Прийшовши до команди в часі її підйому, перебування в Прімері, йому необхідно було об'єднати тренерський штаб та футболістів задля утримання турнірних позицій. Задля цього було запрошено знаного тренера-баска Хосе Мануель Еснал (José Manuel Esnal)напрізвсько «Mané», який змінив характер гравців і тактику команди, а ті зуміли добитися найбільших успіхів клубу, за все його існування (ставш фіналістами Кубку УЄФА)
Після феєрчного фіналу в Дормунді, Ґонсало заповзявся перебудувати й сам клуб: фінансово та адміністративно (за лекалами європейських акціонерних спортивних товариств). Як виявилоя, футбольні набутки-перемоги привели в клуб величезну хвилю його нових сосіос, скориставшись таким ажіотажем, Ґонсало запропонував наростити капітал «європейського» клубу, шляхом випуску додакових акцій. Сосіос погодился, мріючи про нові звершення команди, які не уявлялися без додакових фінанових вливань та покупок відомих футболістів. Але такою нерозважливістю скористався сам Ґонсало, викупивши левову частку додаткових акцій, особито чи через афільованих партнерів, він став головним акціонером клубу (із блокуючим пакетом акцій). Фінансові махінації невдовзі зачепили й команду, оскільки кредитори почали вимагати погашення банківських кредитів (за які скуповувалися футболісти), а турнірні невдачі відсіяли випадкових спонсорів команди. Тож почалися затримки у виплатах футболістам та нездорова атмосфера передалася гравцям і тренерам. Творець футбольної золушки, «Ману» розірвав тренерську угоду і команда, під наставництвом Хесуса Аранґурена (Jesús Aranguren), наступний сезон 2002—2003 років провалила — ставши аутсайдером Ла-Ліги, опустилася до Сегунди. В сезоні 2003—2004 років вже Пепе Мел (Pepe Mel), спробував спинити падіння команди, але вище 4 місця вони не піднялися, а фінансовий зашморг затягувався чимраз міцніше.
Відтак, коли контрастна каденція Ґонсало Антона доходила до кінця, він спокусився на золоті посули від мільйонера з Америки (вихідця з України — Дмитра Пітермана) і тим самим сподівався виправити фінансовий стан клубу та компенсувати свої капіталовкладення, минулого. Але цей крок виявився невдалим, ба більше, фатальним для «Алавесу» він знову постав на грані банкрутства
Але, поступившись посадою президента алавесців, Ґонсало Антон продовжував свої фінансові справи, окрім того сприяв спорту в столиці Алави, будучи активним сосіос клубу уже при нових власниках. Слід помітити, що ще до управління головною командою Алавесу, Ґонсало Антон тривалий час, й успішно, суміщав свій бізнес з посадою консультанта та проумотера спортивного клубу свого рідного міста — «Клуб Депортиво Мірандес» (Club Deportivo Mirandés).
В 2016 році Ґонсало Антон вирішив повернутися у футбол,уже на малій батьківщині, він долучився до кампанії вибору президента клубу «ФК Бургос» (Burgos CF). Створивши амбітний проєкт по відродженню колись славного клубу Прімери, він переміг у конкурсі і розпочав реформи на кшталт алавеським. Але через два роки Ґонсало Антон охолов (самотужки борсаючись в фінансових та сортивних колізіях) та заявив, що полишає посаду президента, зосередившись на своїх гастрономічно-туристичних бізнес-проєктах, натомість проект відродження футбольного клубу триватиме і він залишає за собою певне число акцій та продовжуватиме помагати клубу.